# Groote Eylandt
Groote Eylandt (em inglês:  Groote Eylandt island) é a maior ilha do Golfo de Carpentária, no nordeste da Austrália. É um território propriedade do povo Anindilyakwa (que ainda fala o isolado idioma Anindilyakwa).
Groote Eylandt fica a 50 km da costa norte do território continental e oriental da Terra de Arnhem (aproximadamente a 630 km de Darwin). Tem aproximadamente 50 km de este a oeste e 60 km de norte a sul, com área total de 2285 km². Tem relevo muito suave, com altitude média de apenas 15 m, embora o monte denominado Central Hill chegue à altitude de 219 m. Recebeu o nome dado pelo explorador Abel Tasman em 1644, que significa em neerlandês com grafia arcaica "Grande Ilha" (hoje seria escrita Groot Eiland).

## História
Groote Eylandt foi avistada pela primeira vez pelos europeus em 1623, pelo navio neerlandês Arnhem. Porém, só em 1644, quando chegou Abel Tasman, é que a ilha teve um nome europeu. A primeira colónia na ilha foi feita em 1921, sob a forma de uma missão cristã. Durante a Segunda Guerra Mundial, em 1943, a missão mudou-se para Angurugu, já que a força aérea australiana requereu o uso da pista de aviação da missão. As ruínas da base ainda hoje se podem ver. A ilha foi usada como base de hidroaviões durante algum tempo. Em 1979, o controlo da ilha passou para os aborígenes locais.
Groote Eylandt é hoje terra de propriedade aborígene após o Acordo dos Direitos de Terras Aborígenes (NT) de 1976.